# اچ‌ام‌ای‌اس باریکید (پی ۹۸)
اچ‌ام‌ای‌اس باریکید (پی ۹۸) (به انگلیسی: HMAS Barricade (P 98)) یک کشتی بود که طول آن ۱۰۷٫۶ فوت (۳۲٫۸ متر) بود. این کشتی در سال ۱۹۶۸ ساخته شد.